# Dubiaranea difficilis
Dubiaranea difficilis là một loài nhện trong họ Linyphiidae. Loài này được phát hiện ở Argentina.